# Kurak (Zgierz)
Kurak – jednostka pomocnicza gminy (osiedle) Zgierza położona w południowej części miasta.

## Lokalizacja
Południową granicę osiedla stanowi bocznica kolejowa do dawnych zakładów ZPB "Boruta" oraz linia kolejowa relacji Łódź Kaliska – Zgierz – fragment od skrzyżowania z ulicą Konstantynowską do skrzyżowania z przedłużeniem ulicy Wschodniej. Od skrzyżowania linii kolejowej relacji Łódź Kaliska – Zgierz z przedłużeniem ulicy Wschodniej granica osiedla biegnie prawym brzegiem ulicy Wschodniej (numery parzyste), dochodzi do skrzyżowania ulic 1 Maja i Łąkowej. Biegnąc ulicą Łąkową (należy do osiedla) dochodzi do ulicy Łódzkiej. Skręca w ulicę Łódzką i biegnąc w kierunku północno-zachodnim wzdłuż ulicy Łódzkiej prawą stroną ulicy (numery parzyste) łączy się z początkiem ulicy Jana Śniechowskiego. Ulicą Jana Śniechowskiego, lewą stroną ulicy (numery nieparzyste), dochodzi do Ronda Sybiraków, a następnie skręca w ulicę Konstantynowską. Ulicą Konstantynowską (należy do osiedla) łączy się z rzeką Bzurą i załamując się w kierunku zachodnim przechodzi wzdłuż rzeki Bzury do skrzyżowania rzeki Bzury z przedłużeniem ulicy Chemików. Dalej biegnie ulicą Chemików (nie należy do osiedla), a następnie w kierunku południowym linią łamaną dochodzi do skrzyżowania ulicy Konstantynowskiej z bocznicą kolejową dawnych ZPB "Boruta", czyli do punktu początkowego opisu.

## Adres Rady Osiedla
Osiedle Kurak w Zgierzu
95-100 Zgierz, ul. 1 Maja 63